# Matthias Jabs

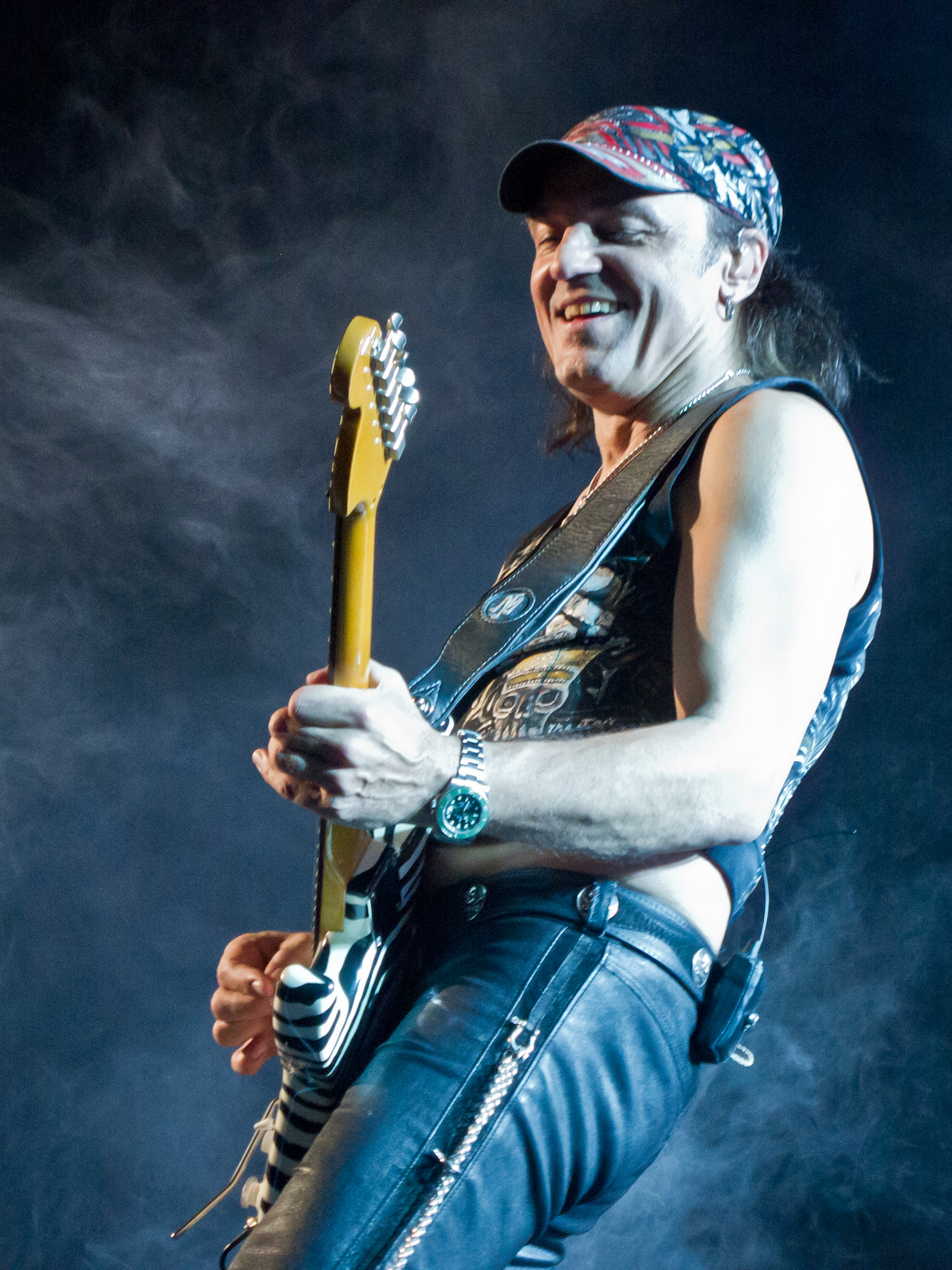
Matthias Jabs 2014

Matthias Johannes Jabs (* 25. Oktober 1955 in Hannover) ist ein deutscher Gitarrist und seit 1978 Mitglied der deutschen Hard-Rock-Band Scorpions.

## Werdegang
Matthias Jabs wuchs in Hannover und in Langenhagen, wo er Mitglied im SC Langenhagen war und Fußball spielte, mit drei Schwestern auf. Er studierte einige Semester Jura an der Universität Hannover und begann 1969 mit dem Gitarrespielen. In Hannover war er als Gitarrist Mitglied in den Bands Fargo, Deadlock und Lady bevor er 1978 bei den Scorpions als Leadgitarrist einstieg und damit die schwere Nachfolge des legendär gewordenen Gitarristen Uli Jon Roth übernahm, der in den 1970er Jahren den Stil der Band maßgeblich mitgeprägt hatte. Kurz nach seinem Einstieg nahm er mit den Scorpions das Album Lovedrive auf. Wenig später war seine Karriere 1979 aber auch schon wieder vorbei. Michael Schenker, der Bruder des Scorpions-Gründers Rudolf Schenker, war bei der englischen Band UFO ausgestiegen und stand wieder zur Verfügung. Rudolf Schenker und die Scorpions gaben ihm den Vorzug gegenüber Matthias Jabs und absolvierten mit ihm die angelaufene Tournee zu ihrem Album Lovedrive. Aufgrund von Alkoholproblemen brach Michael Schenker allerdings die Tour ab, und so bekam Matthias Jabs seine zweite Chance. Er absolvierte den Rest der Tour und wurde endgültig als vollwertiges Mitglied in die Band aufgenommen. Bis heute ist er Mitglied der Scorpions, hat durch sein Gitarrenspiel entscheidend zum Erfolg der Band beigetragen und seitdem auf sämtlichen Alben mitgewirkt.

## Komponist und Autor
Matthias Jabs hat einige Songs der Scorpions komponiert oder mitkomponiert. Das erste Stück, Don’t Make No Promises, erschien 1980 auf dem Album Animal Magnetism. Auf dem Album Crazy World erschienen seine Stücke Tease Me, Please Me, bei dem Klaus Meine den Text schrieb und Money and Fame, bei dem er auch, mit Herman Rarebell, für den Text verantwortlich war. Auf dem Album Eye II Eye schrieb er am Stück Mysterious mit, sowie zusammen mit dem Produzenten Peter Wolf die Musik für das Stück To Be No.1, und gemeinsam mit Rudolf Schenker komponierte er das Lied Du bist so schmutzig. Auf dem Album Unbreakable aus dem Jahr 2004 schrieb er die Musik des Titels Deep and Dark und mit Klaus Meine den Text. Das Stück This Time vom Album Unbreakable schrieb und komponierte er allein. Auf dem Album Humanity – Hour I von 2007 ist er als Komponist mehrerer Titel aufgeführt, We Were Born to Fly mit Eric Bazilian und Marti Frederiksen, We Will Rise Again zusammen mit James Michael, Desmond Child und Jason Paige, Love Is War mit James Michael und The Cross zusammen mit James Michael, Desmond Child und Marti Frederiksen. Zudem komponierte er das Stück Cold mit, das aber nur auf der DVD der Special Edition des Albums Humanity – Hour I zu hören ist. Auf dem Album Sting in the Tail der Scorpions ist er lediglich als Textautor (gemeinsam mit Klaus Meine und Eric Bazilian) des Titels Slave Me aufgeführt. Auf dem Album MTV Unplugged – in Athens von 2013 ist der neue Instrumentaltitel Delicate Dance zu hören, den Jabs komponiert hat. Zudem komponierte er den Song Dancing in the Moonlight, der erstmals auf dem MTV-Unplugged Album zu hören ist. Auf Return to Forever ist er mit Dancing in the Moonlight (Rockversion) und When the Truth Is a Lie kompositorisch vertreten. Beide Lieder sind auf den erweiterten Fassungen des Albums als Bonustracks aufgeführt. Auf dem aktuellen Album Rock Believer ist er als Komponist von Hot and Cold, dessen Text Klaus Meine schrieb, sowie von Crossing Borders, dessen Text er gemeinsam mit Klaus Meine schrieb, aufgeführt.

## Produzent
Matthias Jabs arbeitete als Produzent mit anderen Künstlern, z. B. 2001 mit dem ehemaligen Touché-Mitglied Martin Scholz und als Mitglied und Produzent der Sound-Factory von VW 2002 mit der Band Brockmann.

## Unternehmer und Entwickler
Im März 2008 eröffnete er in München unter dem Namen MJGuitars ein Geschäft für Gitarren und Zubehör und ist bereits seit 2007 vertretungsberechtigter Geschäftsführer der MJGuitars GmbH. Seit 2010 ist Matthias Jabs einer der Veranstalter der Vintage Show auf der Musikmesse Frankfurt. Matthias Jabs ist ein Experte auf dem Gebiet der Vintage-Gitarren und arbeitet eng mit dem No. 1 Guitar Center Hamburg und dem Guitar Center Hollywood zusammen.
Als Mitglied der Scorpions ist er ein persönlich haftender Gesellschafter der Scorpions GbR.
Zusammen mit Klaus Meine ist Jabs Geschäftsführer der Prosonics Concertagentur GmbH mit Sitz in Langenhagen. Von 2001 bis 2011 war er gemeinsam mit Klaus Meine und Rudolf Schenker Geschäftsführer der Wild Child Entertainment GmbH.
Matthias Jabs war 1980 maßgeblich an der Entwicklung des ersten Finetuning-Tremolos (Locking-Trem System) der Welt, dem Rockinger Tru Tone Tremolo, für die Firma Duesenberg beteiligt, das wenig später in Lizenz über Kramer Guitars als Edward Van Halen Tremolo (the EVH) auf den US-Markt kam. Die Gitarrenfirma Fender widmete ihm 1998 mit der Jabocaster eine Signature-Gitarre, die in mehreren Varianten erschien. Jabs war der erste Deutsche, der auf eigens für ihn gebauten Fender-Gitarren spielte. 1987 entwickelte er in Zusammenarbeit mit Gibson das Modell Explorer 90 (mit auf 90 Prozent verkleinertem Umfang des Originalkorpus). Auch mit der koreanischen Gitarrenfirma Cort Guitars arbeitet er zusammen und hat mit dieser Marke unter den Namen Garage und Arena einige Signature-Gitarrenmodelle mitentwickelt. Zusammen mit Boris Dommenget hat Jabs mit der Mastercaster eine eigene Gitarren-Serie entwickelt und designt, verkauft diese in seinem Geschäft und benutzt diese im Studio und auf der Bühne. Er spielt zudem auf weiteren von Dommenget exklusiv für ihn hergestellten Gitarren. Matthias Jabs hat einen eigenen Verstärker entworfen und entwickelt und vertreibt diesen in mehreren Versionen unter der von ihm gegründeten Verstärkermarke Mastertone. Gebaut werden diese heute von der deutschen Firma Tube Thomson. Mit der Firma Klotz entwickelte er 2003 das Matthias Jabs Rockmaster Superior Signature Gitarrenkabel sowie das Matthias Jabs Rockmaster Superior Signature Patchkabel.
Er ist Markeninhaber der Titel Mastercaster, Mastertone und Fruxano (u. a. sein Markenzeichen MJ). Er ist Patentinhaber des von ihm entwickelten Tonabnehmers Masterbucker Bridge & Neck (HBSC Kombination Humbucker / Single Coil), den er bei seinen Mastercaster-Gitarren verbaut.
Matthias Jabs sammelt Gitarren und hat eine der weltweit größten Privatsammlungen an Candy Apple Red Fender-Gitarren, die vor 1965 gebaut wurden. Matthias Jabs ist zudem beispielsweise im Besitz einer Gibson Les Paul von 1958 in der Sunburst-Variante, die als meistgesuchte Gitarre gilt und einen geschätzten Wert von 350.000 Euro hat. Insgesamt befinden sich etwa 400 Gitarren in seinem Privatbesitz.
Matthias Jabs designt auch Schmuck und Accessoires mit seinem Markenzeichen MJ.

## Sonstiges
Nachdem Matthias Jabs im Radio Jimi Hendrix mit All Along the Watchtower hörte, fragte er einen Mitschüler, welches Instrument das sei. Dieser bot ihm daraufhin an, bei ihm Gitarre zu lernen. Nach nur zwei Unterrichtsstunden trennten sich die beiden, und Jabs lernte das Gitarrespielen autodidaktisch. Bis zu 6 Stunden täglich übte Jabs mehrere Jahre lang mithilfe eines Buches, in dem 1200 Gitarrenakkorde verzeichnet waren und eines Weckers. Neben Rock spielte er zum Üben auch Klassik und Jazz.
Im Jahr 2000 wurde ihm, wie auch Klaus Meine und Rudolf Schenker, die Stadtplakette von Hannover verliehen. 1985 und 2000 trug er sich, wie der Rest der Band, in das Goldene Buch der Stadt Hannover ein.
Am 20. Juni 2000 wurde ihm der Verdienstorden am Bande des Niedersächsischen Verdienstordens verliehen. Am 25. Juli 2023 wurde ihm zusammen mit Klaus Meine und Rudolf Schenker das Große Verdienstkreuz des Niedersächsischen Verdienstorden verliehen. Im Februar 2015 erhielt er zusammen mit Rudolf Schenker und Klaus Meine den Niedersächsischen Staatspreis für das Jahr 2014.
Matthias Jabs war 2009 Werbeträger und das „Gesicht“ des Audiospezialisten Edifier in Deutschland. 2011 war er Mitglied der Jury des John Lennon Talent Awards in München.
Gemeinsam mit seiner zweiten Ehefrau, Beate, die er 2004 im Schlosshotel Münchhausen kirchlich heiratete, lebt er in Bissendorf-Wietze bei Hannover und in München-Haidhausen, wo er eine Mini-Wohnung bewohnt.
Mit seiner ersten Ehefrau, Susanne, hat er einen Sohn.
In einem Interview mit Welt Online im Januar 2013 bezeichnete Matthias Jabs Gott als seinen persönlichen Helden. Zu seinen Lieblingsbüchern zählt er die Bibel. Er trägt oft ein Kreuz um den Hals, das er für seine MJ-Schmuckkollektion kreiert hat. In einem Interview mit dem deutschen Musikmagazin Rock Hard erzählte Jabs in der Februar-Ausgabe 2018: „Natürlich kann es nicht sein, dass Adam und Eva die beiden ersten Menschen waren. Dann wären wir alle Inzestprodukte. Diese Erklärung und auch das mit dem Apfel und der Schlange darf man meiner Meinung nach nicht wörtlich nehmen, das gehört alles eher in den Bereich der Fabel. Doch ansonsten bin ich religiös erzogen worden und empfinde das auch so [...] Ich finde die Kirche sehr sinnvoll, um einen gewissen Ausgleich in der Gesellschaft zu schaffen, weil sonst nur Chaos herrschen würde, aber meine Welt ist sie nicht.“
Matthias Jabs ist Auto-Fan und hat einige Rennfahrerlizenzen erworben. Er selbst fährt u. a. einen Porsche 993 mit Baujahr 1995.
Matthias Jabs engagiert sich in der Nordoff-Robbins-Stiftung für Musiktherapie und unterstützt weitere humanitäre Organisationen.

## Diskografie (Studio- und Livealben)
- 1979: Lovedrive
- 1980: Animal Magnetism
- 1982: Blackout
- 1984: Love at First Sting
- 1985: World Wide Live
- 1988: Savage Amusement
- 1990: Crazy World
- 1993: Face the Heat
- 1995: Live Bites
- 1996: Pure Instinct
- 1999: Eye II Eye
- 2000: Moment of Glory
- 2001: Acoustica
- 2004: Unbreakable
- 2007: Humanity – Hour I
- 2010: Sting in the Tail
- 2011: Comeblack
- 2013: MTV Unplugged – in Athens
- 2015: Return to Forever
- 2022: Rock Believer